# Butea monosperma
Butea monosperma, soms wel dhak, plosso of palasa genoemd, is een tropische plantensoort uit de vlinderbloemenfamilie (Fabaceae). De plant heeft de grootte van een kleine boom en heeft opvallende felle, oranjerode bloemen, die haar in het Engels de bijnaam flame of the forest ("vlam van het bos") opleveren.
Butea monosperma komt van nature voor in Zuid-Azië. De boom speelt een belangrijke rol in de productie van schellak. De lakschildluis, die de grondstof voor schellak uitscheidt, leeft namelijk op de plant. Butea monosperma heeft een spiritueel-religieuze betekenis voor hindoes. Het hout wordt gebruikt om vuren in tempels aan te maken.

## Kenmerken

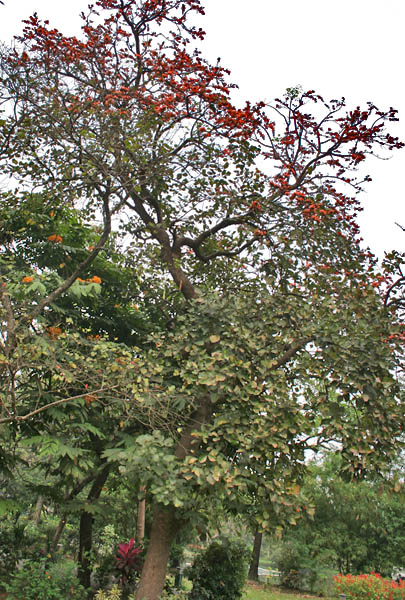
Bloeiende Butea monosperma, Calcutta.

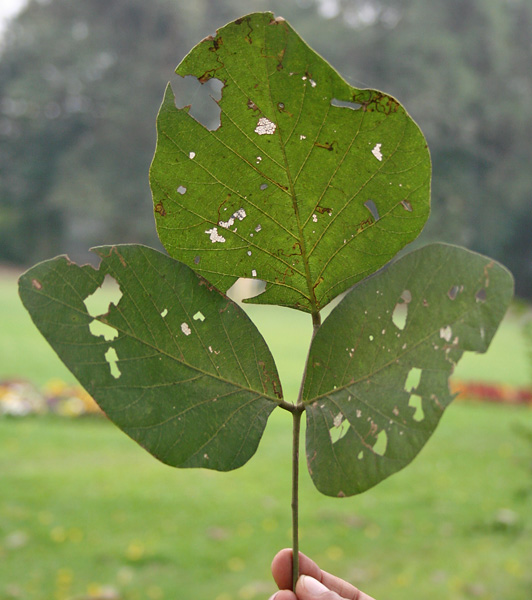
Bladeren van Butea monosperma.

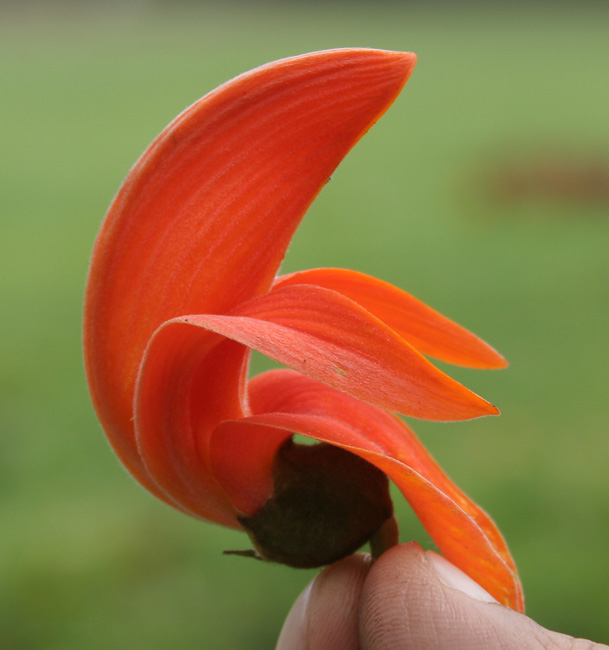
Een enkele bloem van Butea monosperma.

Butea monosperma is een kleine tot middelgrote boom, die een hoogte bereikt tussen de 6 en 12 m. Op een voedingsrijke bodem groeiend kan de stam een diameter op borsthoogte van ongeveer 60 cm bereiken. Op een droge, voedingsarme bodem blijft de stam kort en krom en zijn de takken onregelmatig van vorm. In dergelijke situaties blijft de plant meer een struik dan een boom.
De schors zit vol spleten, is asgrijs of bruin van kleur en 1,0 tot 1,5 cm dik. Onder deze buitenste laag bevindt zich een wit tot roze gekleurde bast met rode aders. Het floëem bevat een rood, kleverig sap. Het hout is zacht, met onregelmatig verdeelde poriën.
Butea monosperma is grotendeels bladverliezend. Rond november-december vallen de meeste bladeren af, hoewel bij sommige bomen de bladeren van de onderste takken niet afvallen. De jonge bladeren groeien laat in het voorjaar, rond april-mei. De oneven gevederde loofbladeren zijn lederig van textuur en zitten telkens met drie bladeren aan een 10 tot 23 cm lange stengel. Het terminale blad aan de stengel is 13 tot 20 cm lang en 11 tot 18 cm breed. De twee zijbladeren zijn met een lengte van 10 tot 15 cm en breedte van 8 tot 10 cm net iets kleiner. De bladnerven zijn aan de onderzijde van de bladeren duidelijk te herkennen.
De bloemen groeien in pluimen. Ze staan op 2 tot 3 cm lange stelen. De stelen en de kelk zijn donker van kleur, in sterk contrast met de feloranje kroonbladeren. De kelk is van buiten fluweel- en van binnen zijde-achtig behaard. Deze haren zijn 1 tot 1,5 cm lang. De kroon bestaat uit vier 2,5 cm lange kroonbladen, waarvan eentje dubbelgevouwen in de vorm van een papegaaienbek groeit. Binnenin de kroon bevinden zich de stamper en meeldraden. Butea monosperma is een eenhuizige plant. Elke bloem blijft een of twee dagen in bloei om daarna uit te vallen. De bloeitijd duurt van januari en februari, wanneer de takken nog kaal zijn, tot maart en april, als het hete seizoen begint.
Direct na de bloei beginnen de groene en behaarde peulvruchten te groeien. Deze worden 15 tot 20 cm lang en 3,5 cm breed. Wanneer ze in mei en juni rijp zijn, zijn de peulen geel-bruinig van kleur. Elke vrucht bevat een rond, egaal en glanzend zaad, dat ongeveer 2 tot 3 cm groot is en een bittere smaak heeft.
De ontkieming van de zaden verloopt hypogeïsch en begint binnenin de bij de top openbrekende vrucht. Elke ontkiemde zaailing vormt een pijlwortel, die na 3 maanden een lengte van 60 cm kan bereiken. Vaak sterven nieuwe scheuten af door vorst of droogte. Het afstoten van afgestorven scheuten zorgt voor verdikkingen in takken en wortels, die kenmerkend voor de soort zijn. De penwortel dringt diep door in de bodem, zelfs bij rotsachtige ondergrond. Ze heeft veel zijwortels. De bast van de wortels is aan de buitenzijde grijs, waarbinnen een rode laag zit. De kern van de wortels is wit van kleur. Nieuwe wortels verspreidden een sterke geur.

## Verspreiding
Butea monosperma groeit van nature in de graslanden, struikgewassen of dun beboste gebieden van Zuid-Azië (Myanmar, Bhutan, India, Pakistan, Sri Lanka). De boom groeit ook in de tropische en subtropische bossen van de uitlopers van de Himalaya, tot op hoogtes van 1200 m. In het bergland van het westen en zuiden van India komt de boom tot op 1100 m hoogte voor.
In dit verspreidingsgebied is de minimumtemperatuur 3 °C tot 18 °C en de maximumtemperatuur 35 °C tot 48 °C. Jonge planten zijn zeer gevoelig voor vorst, maar bij oudere bomen neemt de weerstand ertegen toe. Butea monosperma groeit het best in gebieden met tussen de 750 en 1500 mm neerslag per jaar. De boom is goed bestand tegen periodes van droogte en groeit op vrijwel elke ondergrond: zelfs op bodems met hoge zoutgehaltes kan hij groeien.

## Ecologie

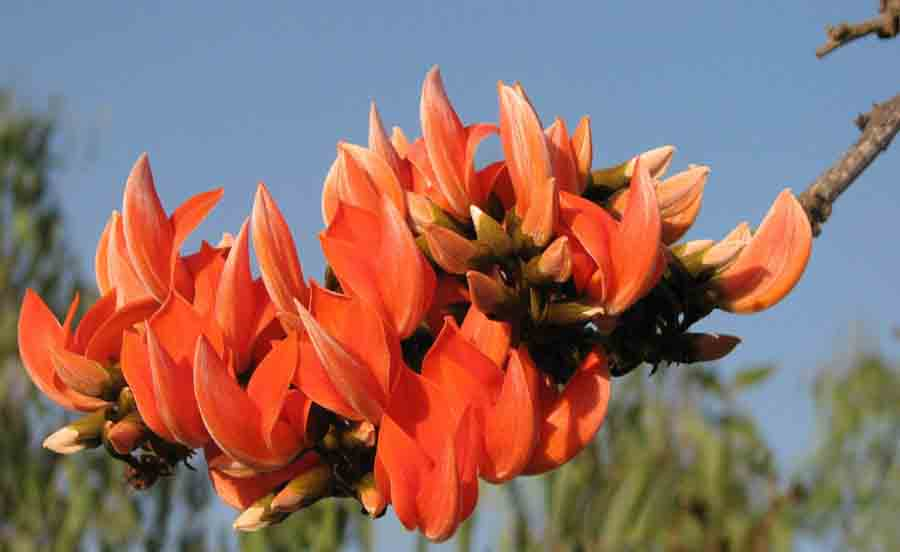
Bloemen van Butea monosperma.

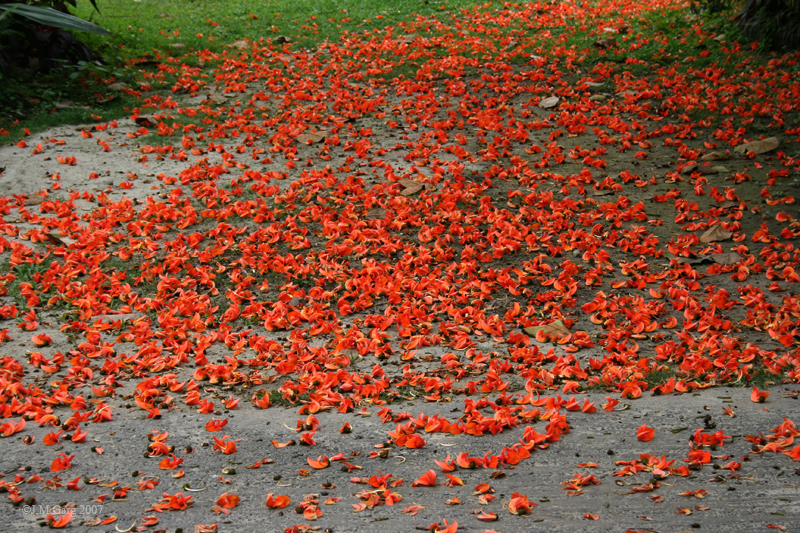
Afgevallen bloemen rond een boom.

Butea monosperma groeit in vochtig tropisch bos vaak samen met de salboom (Shorea robusta) en de kamalaboom (Mallotus philippensis). In droog tropisch bos groeit de boomsoort vaak samen met de teakboom (Tectona grandis), de Indiase wierook (Boswellia serrata) of de echte acacia (Acacia nilotica). In het droge struikgewas van het noordwesten van India en Pakistan groeit Butea monosperma samen met de Arabische gomboom (Acacia senegal) en de khejriboom (Prosopis cineraria).
De nectar van Butea monosperma lokt een groot aantal soorten vogels. De purperhoningzuiger (Cinnyris asiaticus) is echter de enige vogel die bijdraagt aan de bestuiving. Deze vogel kan met zijn lange snavel de nectar bereiken zonder de bloemen te beschadigen. Andere vogels die zich met de nectar voeden, zoals de roodbuikbuulbuul (Pycnonotus cafer) of de gangesbrilvogel (Zosterops palpebrosa) moeten de bloemkelk beschadigen om bij de nectar te komen. De tropische eekhoornsoort Funambulus tristriatus kan vanwege zijn spitse snuit ook voor de bestuiving zorgen zonder de bloem te beschadigen. De reuzenhoningbij bezoekt de plant slechts om de overgebleven nectar uit beschadigde bloemen op te ruimen, maar draagt niet aan de bestuiving bij.
Butea monosperma kan als gastheer van de lakschildluis dienen, die een afscheiding produceert die gebruikt wordt bij de productie van schellak. Bevruchte vrouwtjes van de luis nemen grote hoeveelheden van het floëem uit de twijgjes op, waarbij grote hoeveelheden hars vrijkomen. De hars vormt een harde korst rond de twijgen, waarin de luizen ingesloten raken en sterven. Een aantal weken later komt de nieuwe generatie luizen uit de harslaag tevoorschijn.
Zowel de lakschildluis als andere borende of vretende insecten richten weinig schade aan. Ook schimmelinfecties zijn bij Butea monosperma ongebruikelijk. Het omwroeten of opeten van jonge bomen door ratten, varkens en stekelvarkens vormt een grotere bedreiging voor de soort.

## Taxonomie
In 1786 werd de soort voor het eerst beschreven door de Franse natuurvorser Jean-Baptiste de Lamarck (1744-1829), onder de naam Erythrina monosperma Lam.. De Duitse botanicus Paul Hermann Wilhelm Taubert baseerde zich in 1894 op dit basioniem, maar plaatste de soort onder het geslacht Butea. Een ander synoniem voor de soort is Butea frondosa Roxb. ex Willd..
De geslachtsnaam is genoemd naar John Stuart, de 3e earl van Bute, vanwege diens steun voor het botanisch onderzoek. Het epitheton monosperma verwijst naar het feit dat elke vrucht maar een zaad bevat.
Er worden twee variëteiten van Butea monosperma onderscheiden: charka, met grijze bast, en kareya, met donkere bast. Omdat de lakschildluis beter gedijt op de laatste variëteit wordt deze vaker aangeplant.

## Menselijk gebruik
Economisch is Butea monosperma vooral belangrijk voor de productie van schellak. Plantages bestaan uit bomen met stamdoorsneden tussen de 15 en 20 cm, die ongeveer 15 tot 20 jaar voor de productie geschikt blijven. Om de lakuitscheiding van de schildluizen te oogsten worden de bomen tweemaal per jaar gesnoeid. Na de oogst wordt de lak van de takken gescheiden, gewassen, gesmolten en tot ruwe schellak bewerkt.
De boom wordt in de tropen vanwege de felgekleurde bloemen veel gebruikt als park- of tuinplant. Het hout van de boom wordt "dhak" genoemd. Het is gemakkelijk te bewerken maar is boven water slecht tegen verwering bestand, zodat het buiten meestal niet langer dan 5 maanden meegaat. Het hout wordt gebruikt voor goedkope planken, pijpen om water door te geleiden of om houtskool van te maken.
De bladeren worden als veevoer gebruikt, met name voor waterbuffels en olifanten. Soms worden ze gebruikt om gerechten op te serveren. Uit de bast van de wortels worden vezels gewonnen waarvan grof touw gevlochten kan worden of dat gebruikt kan worden bij het afdichten van boten. De bloemen worden wel gebruikt om oranje kleurstof voor het holifeest van te maken.
Uit sneden in de bast van de boom komt een robijnrode, glasachtige hars, die Bengaalse kino genoemd wordt. Deze dient als verfstof voor wol, leer en wijn. Bengaalse kino bestaat voor 70% uit tannine en ongeveer 20% uit gom en andere oplosbare stoffen. Het geldt als vervangingsmiddel van malabarkino, dat uit de boom Pterocarpus marsupium gewonnen wordt. In de volksgeneeskunde wordt het beschouwd als middel tegen chronische verstopping of als adstringentium. Ook andere delen van de plant worden gebruikt: zo gelden de zaden als middel tegen wormen.
In hindoeïstische tempeltuinen geldt Butea monosperma als een van de 27 bomen in een sterrentuin. De bomen in deze tuin staan elk symbool voor een bepaald sterrenbeeld of bepaalde ster. Butea monosperma staat voor de ster θ Leonis (in het sterrenbeeld leeuw). Ook staat de boom symbool voor de Maan in de tuin van de negen planeten, en het sterrenbeeld kreeft in de tuin van de twaalf tekens van de dierenriem.